# Yōsuke Watanuki
Yōsuke Watanuki (綿貫 陽介?, Watanuki Yōsuke; Saitama, 12 aprile 1998) è un tennista giapponese.
In singolare ha vinto diversi incontri nel circuito maggiore e alcuni titoli nei circuiti minori. Il suo miglior ranking ATP è il 72º posto dell’ottobre 2023. Ha esordito nella squadra giapponese di Coppa Davis nel 2018.

## Carriera
Ha esordito in Coppa Davis nel 2018 negli spareggi del gruppo mondiale contro la Bosnia-Erzegovina, battendo Darko Bojanović in due set. Dopo cinque titoli ITF vinti tra il 2016 e il 2018, nel novembre 2018 disputa la prima finale Challenger a Kōbe e viene sconfitto dal connazionale Renta Tokuda. Nel corso della stagione supera inoltre per la prima volta le qualificazioni in un torneo ATP a Washington ed esce di scena al primo turno. Nel 2019 sfiora per due volte l'accesso al tabellone principale di un Grande Slam, uscendo sia agli Australian Open sia a Wimbledon all'ultimo turno delle qualificazioni. A marzo raggiunge il 171º posto del ranking e i negativi risultati successivi lo portano fuori dalla top 300. Si riprende a novembre vincendo il primo torneo Challenger, sempre a Kōbe, battendo in finale Yūichi Sugita.
Nel 2020, complice la lunga pausa del tennis mondiale per la pandemia di Covid 19, gioca poco e l'unico risultato di rilievo è la finale raggiunta al Cleveland Open, persa contro Mikael Torpegaard. Torna a mettersi in luce nell'agosto 2021 vincendo il primo match in carriera nel circuito maggiore a Winston-Salem con il successo sul nº 64	ATP Jaume Munar, prima di essere eliminato da Márton Fucsovics. A fine stagione disputa due semifinali Challenger. Nel maggio 2022 raggiunge per la prima volta i quarti di finale nel circuito ATP a Lione con i prestigiosi successi su Pedro Martinez e Soonwoo Kwon, e si ritira durante il match contro Alex de Minaur. Supera altre due volte le qualificazioni in tornei ATP e chiude la stagione con i successi consecutivi nei Challenger di Kobe e Yokkaichi, superando in entrambe le finali Frederico Ferreira Silva. Con questi risultati chiude la stagione al 145º posto mondiale, nuovo best ranking.
Supera per la prima volta le qualificazioni in una prova del Grande Slam agli Australian Open 2023, ha quindi la meglio su Arthur Rinderknech e viene eliminato al secondo turno da Sebastian Korda. Anche al Masters 1000 di Miami supera qualificazioni e primo turno, e al secondo viene sconfitto dal nº 14 del mondo Frances Tiafoe dopo un incontro equilibrato. Raggiunge il secondo turno anche al Masters di Madrid e a Wimbledon, dove cede in 4 set ad Alexander Zverev ed entra per la prima volta nella top 100. Si spinge fino al terzo turno a Washington con il successo sul nº 12 del mondo Félix Auger-Aliassime e raccoglie 2 soli giochi contro Ugo Humbert. Dà forfait prima di disputare la semifinale al Challenger 125 di Stanford e viene eliminato al primo turno al suo esordio agli US Open. Raggiunge la finale al successivo Shanghai Challenger e cede in due set a Christopher O'Connell, risultato con cui sale alla 77ª posizione mondiale. A fine settembre si aggiudica la medaglia d'argento ai Giochi asiatici di Hangzhou dopo la finale persa contro Zhang Zhizhen. A ottobre raggiunge il secondo turno allo Shanghai Masters e sale al 72º posto, a fine stagione si aggiudica il Keio Challenger.
All'inizio del 2024 esce dalla top 100, nei primi due mesi gioca solo 5 incontri e ne vince solo uno alle qualificazioni del Los Cabos Open.

## Statistiche
Aggiornate al 18 marzo 2024.

### Tornei minori

#### Singolare

##### Vittorie (9)
| Legenda tornei minori |
| Challenger (4)        |
| ITF (5)               |

| N. | Data             | Torneo                          | Superficie  | Avversario in finale     | Punteggio        |
| 1. | 3 aprile 2016    | F4 Tsukuba, Tsukuba             | Cemento     | Shintaro Imai            | 1-6, 6-4, 6-2    |
| 2. | 10 aprile 2016   | F5 Kashiwa, Kashiwa             | Cemento     | Makoto Ochi              | 6-3, 6-3         |
| 3. | 11 giugno 2017   | F7 Tokyo, Tokyo                 | Cemento     | Kento Takeuchi           | 4-6, 6-1, 6-4    |
| 4. | 25 giugno 2017   | F2 Taipei, Taipei               | Cemento     | Yusuke Takahashi         | 6-2, 6-3         |
| 5. | 1 aprile 2018    | F4 Tsukuba, Tsukuba             | Cemento     | Renta Tokuda             | 7-5, 6-1         |
| 6. | 10 novembre 2019 | Kobe Challenger, Kōbe           | Cemento (i) | Yūichi Sugita            | 6-2, 6-4         |
| 7. | 20 novembre 2022 | Kobe Challenger, Kōbe           | Cemento (i) | Frederico Ferreira Silva | 6(3)–7, 7-5, 6-4 |
| 8. | 27 novembre 2022 | Yokkaichi Challenger, Yokkaichi | Cemento (i) | Frederico Ferreira Silva | 6-2, 6-2         |
| 9. | 26 novembre 2023 | Keio Challenger, Yokohama       | Cemento     | Yuta Shimizu             | 7-6(5), 6-4      |

##### Finali perse (5)
| N. | Data              | Torneo                        | Superficie  | Avversario in finale  | Punteggio        |
| 1. | 18 giugno 2017    | F1 Taipei, Taipei             | Cemento     | Daniel Nguyen         | 6(8)–7, 1-6      |
| 2. | 18 novembre 2018  | Kobe Challenger, Kōbe         | Cemento (i) | Renta Tokuda          | 6-3, 5-7, 3-6    |
| 3. | 16 febbraio 2020  | Cleveland Open, Cleveland     | Cemento (i) | Mikael Torpegaard     | 3-6, 6-1, 1-6    |
| 4. | 6 novembre 2022   | Keio Challenger, Yokohama     | Cemento     | Christopher O'Connell | 1-6, 7–6(5), 3-6 |
| 5. | 10 settembre 2023 | Shanghai Challenger, Shanghai | Cemento     | Christopher O'Connell | 3-6, 5-7         |

#### Doppio

##### Vittorie (1)
| Legenda tornei minori |
| Futures (1)           |

| N. | Data           | Torneo          | Superficie | Compagno        | Avversari in finale             | Punteggio |
| 1. | 12 giugno 2016 | F7 Tokyo, Tokyo | Cemento    | Yusuke Watanuki | Soichiro Moritani Issei Okamura | 6-3, 6-4  |

##### Sconfitte (2)
| N. | Data           | Torneo                       | Superficie  | Compagno        | Avversari in finale      | Punteggio        |
| 1. | 23 aprile 2017 | F14 Orange Park, Orange Park | Terra rossa | Daniel Nolan    | Evan King Hunter Reese   | 6-2, 5-7, [8-10] |
| 2. | 11 giugno 2017 | F7 Tokyo, Tokyo              | Cemento     | Yusuke Watanuki | Sora Fukuda Masaki Sasai | 2-6, 6-1, [9-11] |